# 安芸国分寺

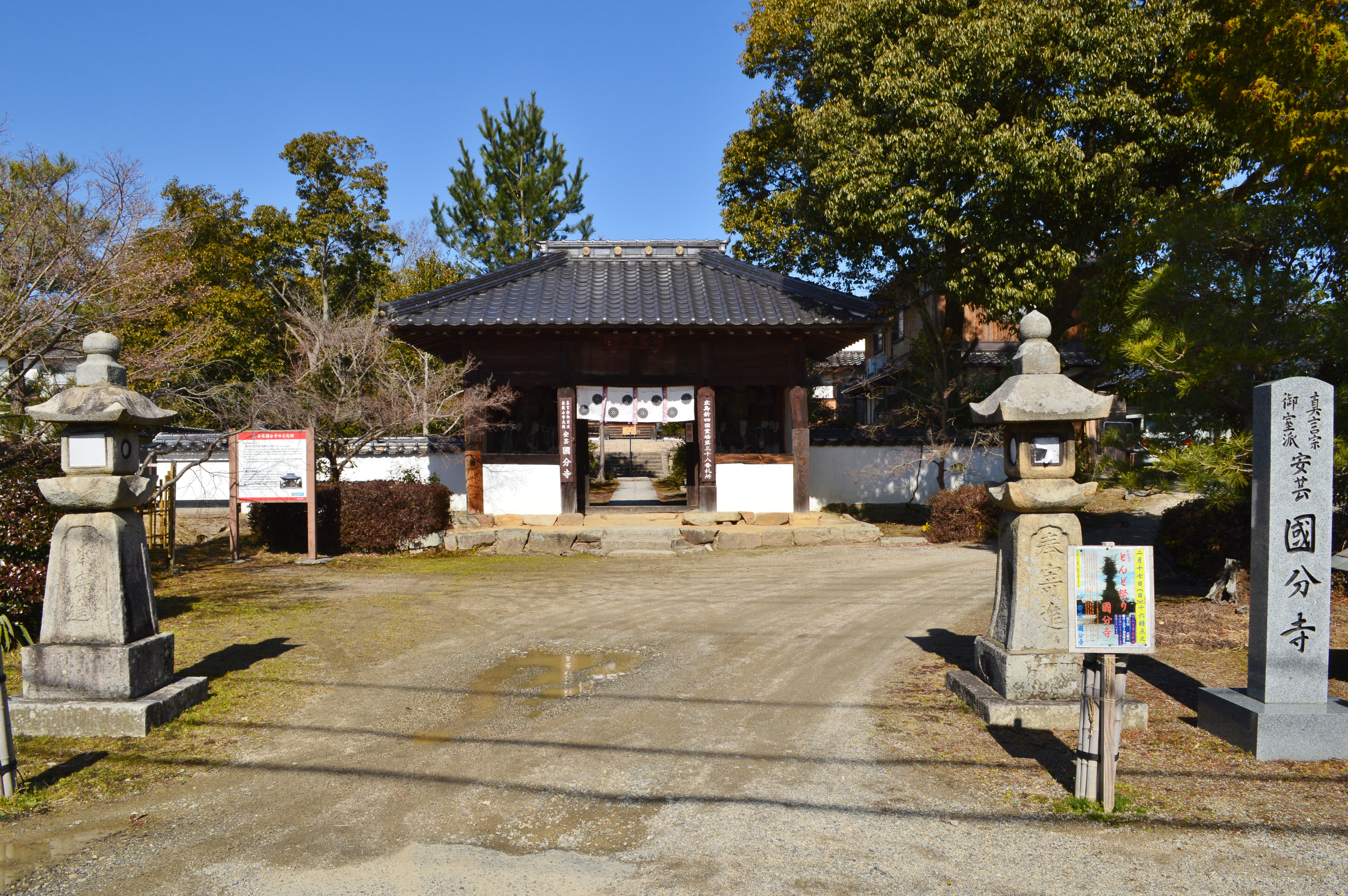
境内入り口

安芸国分寺（あきこくぶんじ）は、広島県東広島市西条町吉行にある真言宗御室派の寺院。山号は金嶽山、院号は常光院。本尊は薬師如来。
奈良時代に聖武天皇の詔により日本各地に建立された国分寺のうち、安芸国国分僧寺の後継寺院にあたる。本項では現寺院とともに、寺院跡である安芸国分寺跡（国の史跡）と、安芸国分尼寺跡の推定地についても解説する。

## 概要
広島県中部、西条盆地北側の竜王山南麓の段丘上に位置する。聖武天皇の詔で創建された国分寺（金光明四天王護国之寺）の法燈を継ぐ寺院で、現在の境内に古代の国分寺跡が重複する。古代国分寺跡の発掘調査ではこれまでに主要伽藍が確認されているほか、全国で初めてとなる国師院の確認や、国分寺造営時期の遺物の出土で全国でも数少ない例として注目される。付近では安芸国分尼寺跡や古代山陽道の存在が推定されるほか、官衙的性格の青谷1号遺跡も認められており、古くから政治的・文化的中心地であったことが知られる。
古代国分寺跡については、1932年（昭和7年）に聖武天皇の歯塚伝承地の発掘調査で塔跡が確認されて1936年（昭和11年）に「安芸国分寺塔跡」として国の史跡に指定されたのち、1969-1971年度（昭和44-46年度）の発掘調査で主要伽藍が確認されて1977年（昭和52年）に追加指定および史跡指定名称が「安芸国分寺跡」に変更された。現在では史跡整備のうえで安芸国分寺歴史公園として公開されている。また現国分寺では、中世期建立の仁王門および江戸時代後期建立の護摩堂が東広島市指定重要文化財に指定されているほか、文化財として薬師如来像2体（1体は広島県指定重要文化財、1体は東広島市指定重要文化財）を現在に伝世する。

## 歴史

### 創建

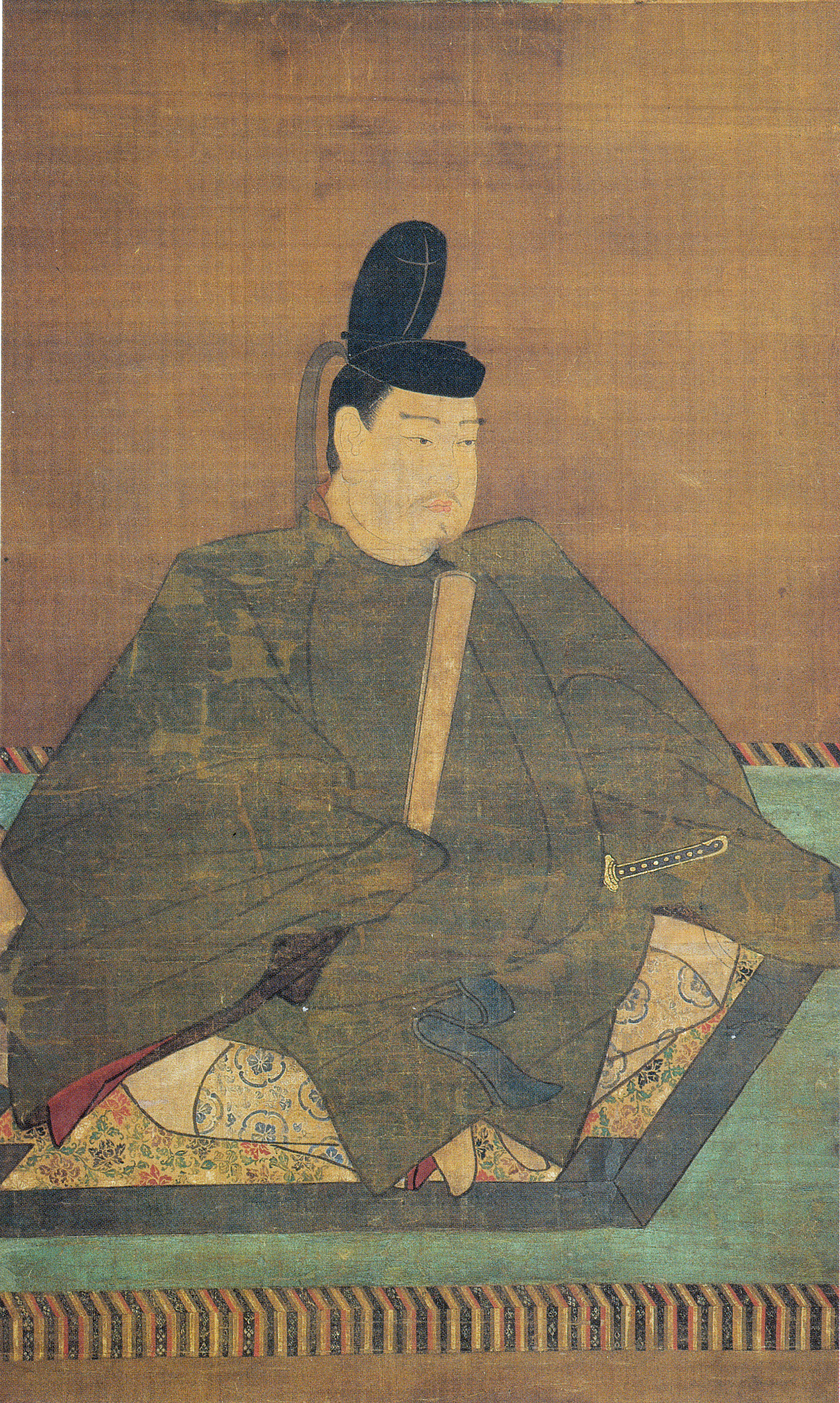
聖武天皇肖像

創建は不詳。天平13年（741年）の国分寺建立の詔ののちの創建とされる。
発掘調査では、1つの土坑から天平勝宝2年（750年）4月29日銘の木簡のほか、多量の木簡や「安居」・「斎会」の墨書銘須恵器・瓦・土器が出土しており、同年4月15日からの安居（夏季修行）を斎行するには十分な主要伽藍がすでに整備されていたと推測される。
なお、江戸時代末期の『芸藩通志』の国分寺縁起では第31代用明天皇の太子の優婆塞圓通の開基とあることから、前身寺院の国分寺転用とする説もあったが、現在までに前身寺院の遺構は認められていない。

### 古代
天平勝宝8歳（756年）には安芸国など26ヶ国の国分寺に灌頂幡などが下賜されている。この26ヶ国は国分寺の伽藍整備が進んだグループであったと推測される。
弘仁11年（820年）の『弘仁式』主税寮の規定では、国分寺料として稲3万束があてられる。また延長5年（927年）成立の『延喜式』主税上では、国分寺料として稲3万束が規定されている。
天徳2年（958年）8月13日の安芸国牒では、安芸国分寺僧の勝誓の死後に尊住が継いだと見える。また『福成寺縁起』では源範頼と国分寺に籠もる平家方との間の合戦で全焼したとするが、『国郡志下調書出帳』所収の弘安6年（1283年）国分寺縁記では焼失の記事はない。
その後の変遷は詳らかでない。発掘調査によれば、平安時代中頃には塔の焼失および僧房の建て替えが認められる。一方で、金堂・講堂では屋根の葺き替えが認められることから、金堂・講堂は引き続き建っていたと推測される。

### 中世
中世期には、領主の大内氏・毛利氏からの庇護を受けて、伽藍も整備されたと見られ、16世紀中頃には現在の仁王門が建立されている。
『国郡志下調書出帳』所収の国分寺田禄記では毛利輝元が寺領300貫を与えたと伝えるが、『毛利氏八箇国時代分限帳』では寺領は30石余である（賀茂郡内では最高）。

### 近世
江戸時代には寺領が没収され、郡から灯明料として毎年6石6升を与えられるのみであった。宝永年間（1704-1711年）には衰退を極めて住持の宥雄は白市村の木原保満の援助のもと復興に努めたが、宝暦9年（1759年）の火災で仁王門以外を全焼した。この火災の際、現存する本尊の薬師如来像は頭部以外を焼失し、薬師堂の薬師如来像も全身が炭化している。
また広島藩主の浅野家の祈祷寺院として庇護されたことで、江戸時代後期には護摩堂が建立された。その後、本堂は正願寺（東広島市高屋町造賀）の本堂として移され、銅鐘は正福寺（東広島市西条町寺家）に移されている。

### 近代以降
近代以降については次の通り。
- 1932年（昭和7年）、聖武天皇の歯塚伝承地の発掘調査。塔跡と確認（広島県教育委員会）[5]。
- 1936年（昭和11年）9月3日、「安芸国分寺塔跡」として国の史跡に指定[6]。
- 1969-1971年度（昭和44-46年度）、伽藍配置の確認調査：第1-3次調査。主要伽藍を確認（広島県教育委員会）[5]。
- 1977年（昭和52年）6月29日、史跡範囲の追加指定、指定名称を「安芸国分寺跡」に変更[6]。
- 1977-1979年度（昭和52-54年度）、国分尼寺伝承地の確認調査（広島県教育委員会）[5]。
- 1992-1998年度（平成4-10年度）、本堂建設等に伴う調査：第4-8次調査（東広島市教育委員会または東広島市事業団）[5]。
- 1999-2012年度（平成11-24年度）、史跡整備、および保存整備事業等に伴う調査：第9-31次調査（東広島市教育委員会または東広島市事業団）[5][4]。
- 2002年（平成14年）3月19日、史跡範囲の追加指定[6]。
- 2004年（平成16年）、本堂の再建。
- 2015年（平成27年）3月26日、安芸国分寺歴史公園の開園。
- 2023年（令和5年）6月27日、土坑出土品が国の重要文化財に指定。

## 境内
現在の主要伽藍のうち本堂は、2004年（平成16年）の再建。堂内の厨子内に本尊の薬師如来坐像（東広島市指定重要文化財）と日光・月光菩薩立像を安置する。
本堂前に位置して西面する護摩堂は、江戸時代後期の18世紀後半-19世紀初頭頃の建立。堂内の祭壇で護摩木を燃やして不動明王に祈願する建物である。正面三間・奥行二間で、南北5.9メートル・東西6.9メートル。唐様を主体として、柱上の肘木や小組格天井などには和様が取り入れられる。広島藩主の浅野家の祈祷所として建てられたため、正面向拝や来迎壁には浅野家の家紋である「違鷹羽」紋が掲げられている。当地域では最大規模の護摩堂であり、東広島市指定重要文化財に指定されている。
また寺域南正面の仁王門は、室町時代の天文16年（1547年）の建立。間口三間・奥行二間の典型的な八脚門で、東西5.4メートル・南北3.1メートル。柱はすべて円柱で、上に舟肘木を載せる簡素な様式である。当初の屋根は茅葺または杮葺と推測される。また門内の両脇には仁王像が安置される。棟の祈祷札に天文16年（1547年）銘を有する。広島県で現存する中世期の仁王門としては唯一のものであり、東広島市指定重要文化財に指定されている。

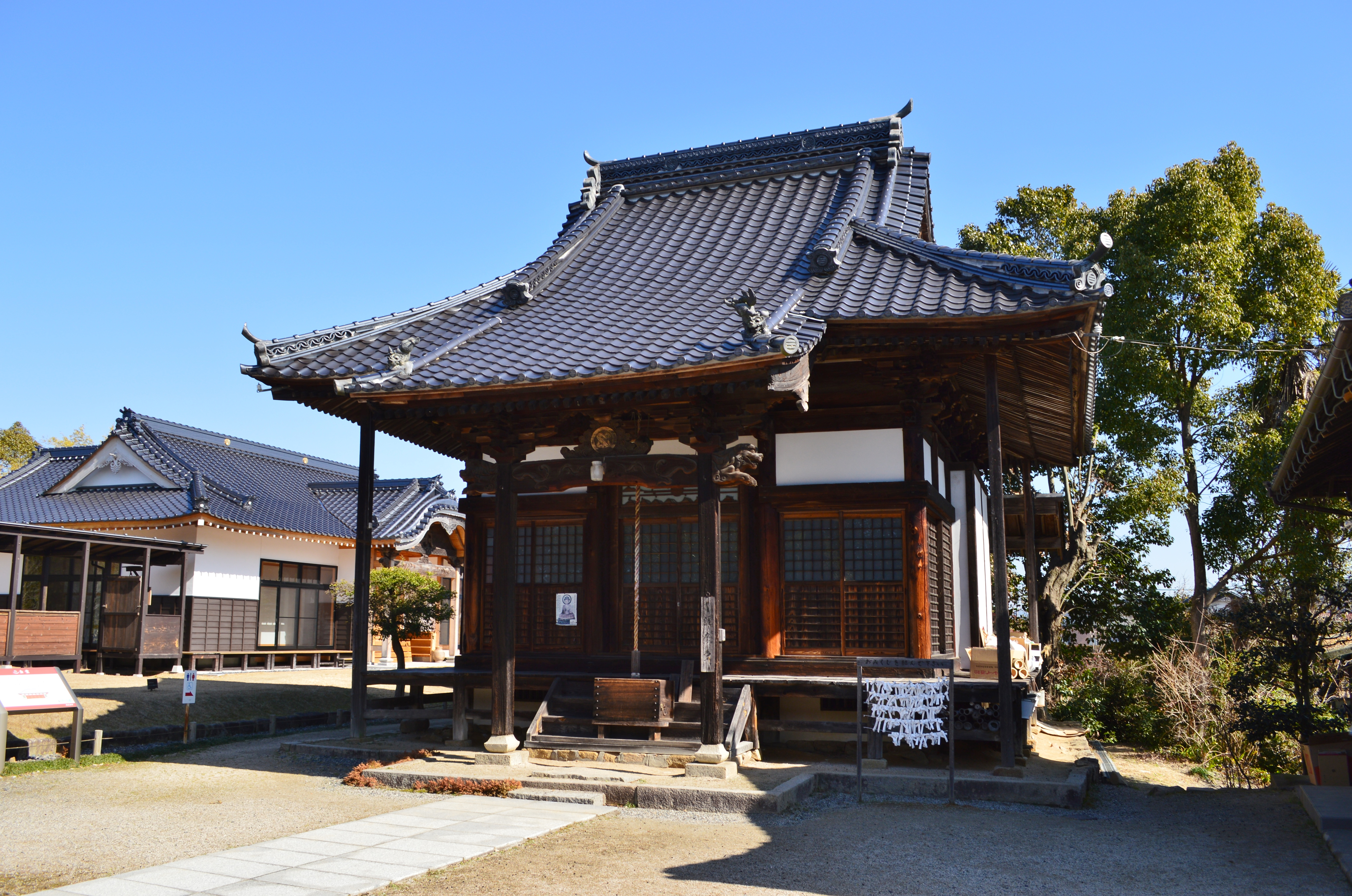
護摩堂（東広島市指定文化財）
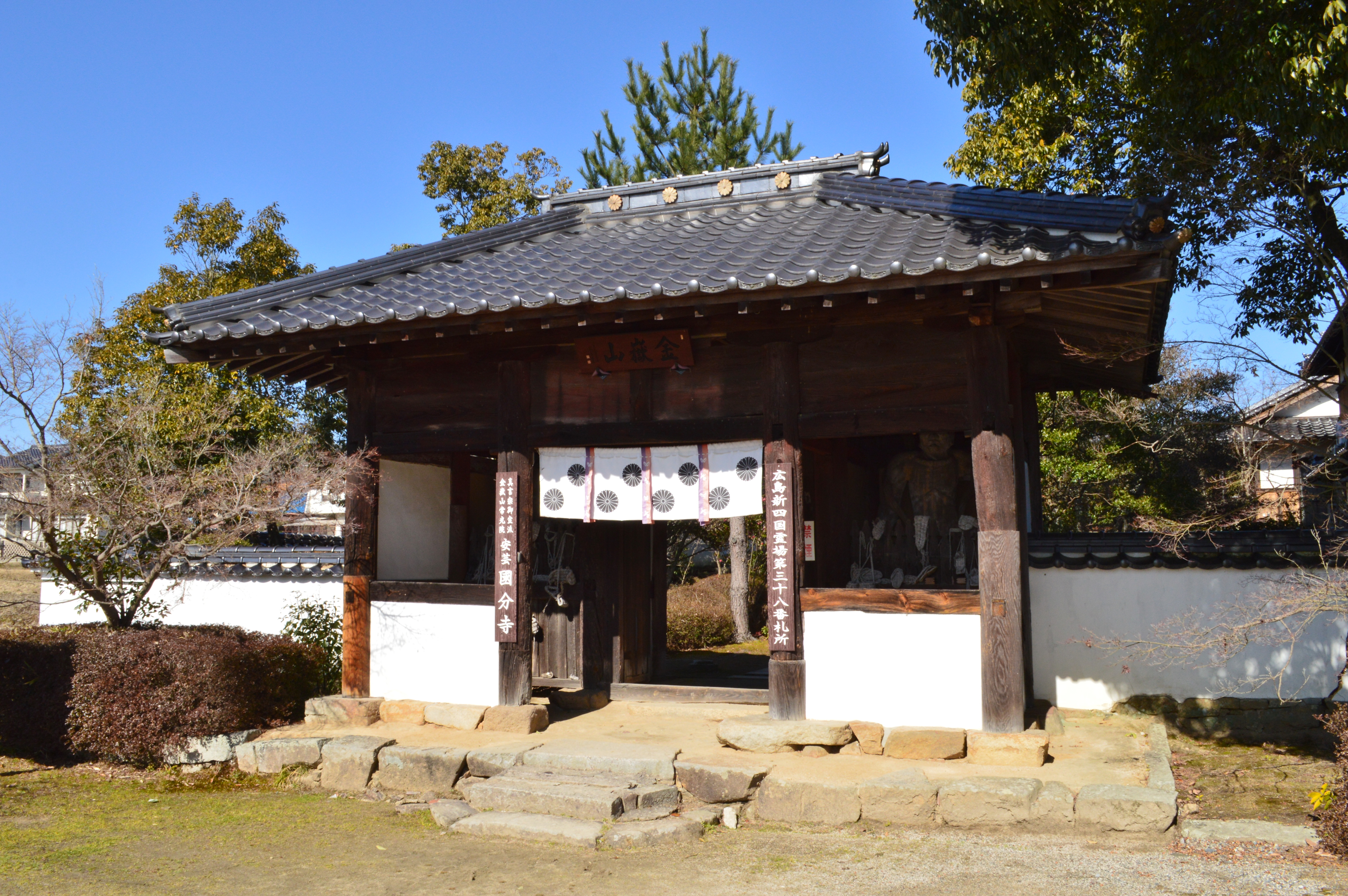
仁王門（東広島市指定文化財）

## 安芸国分寺跡

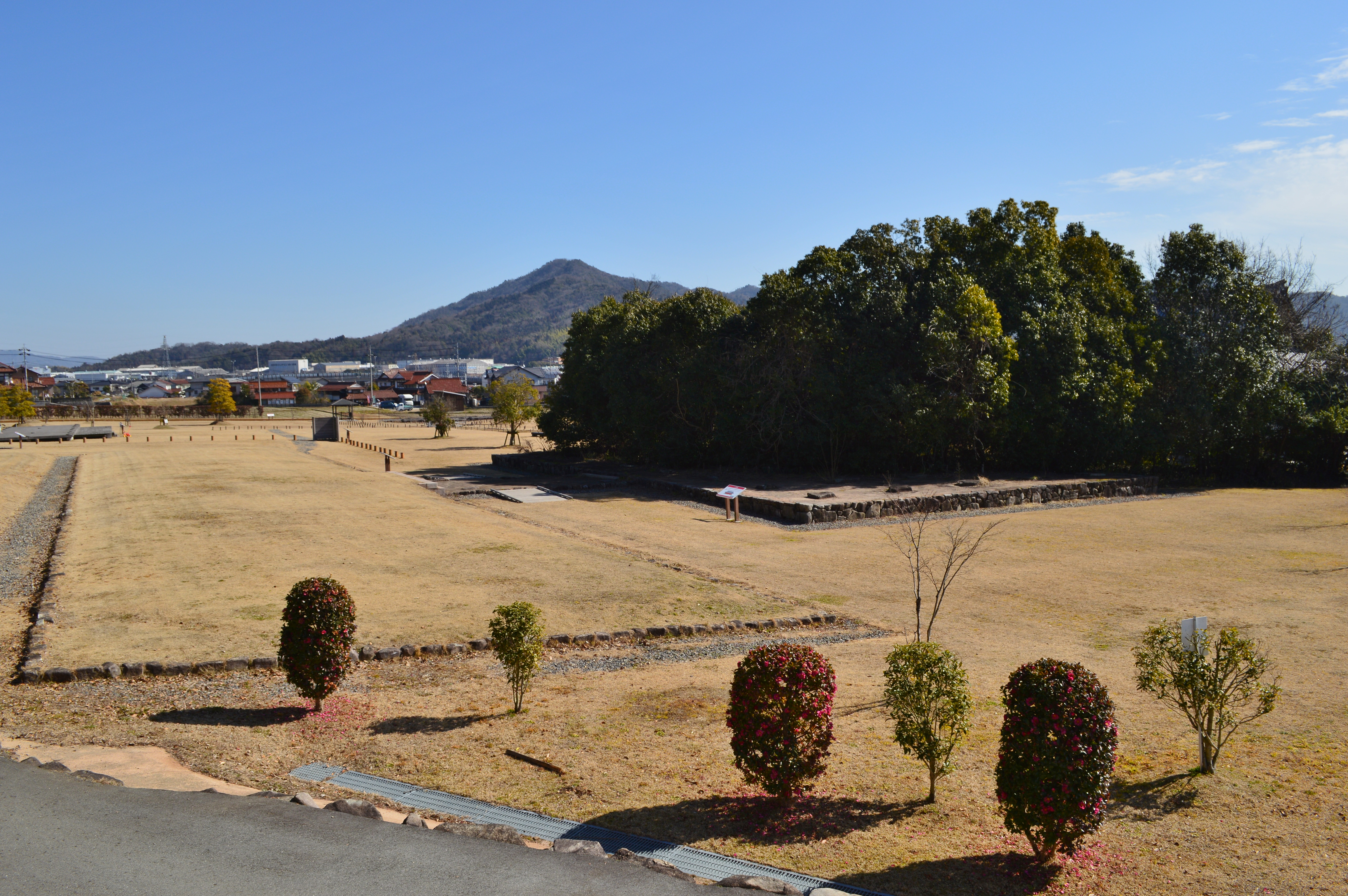
伽藍概観左に僧房跡、右に講堂跡、右奥の樹叢内に金堂跡（現国分寺本堂）が所在。

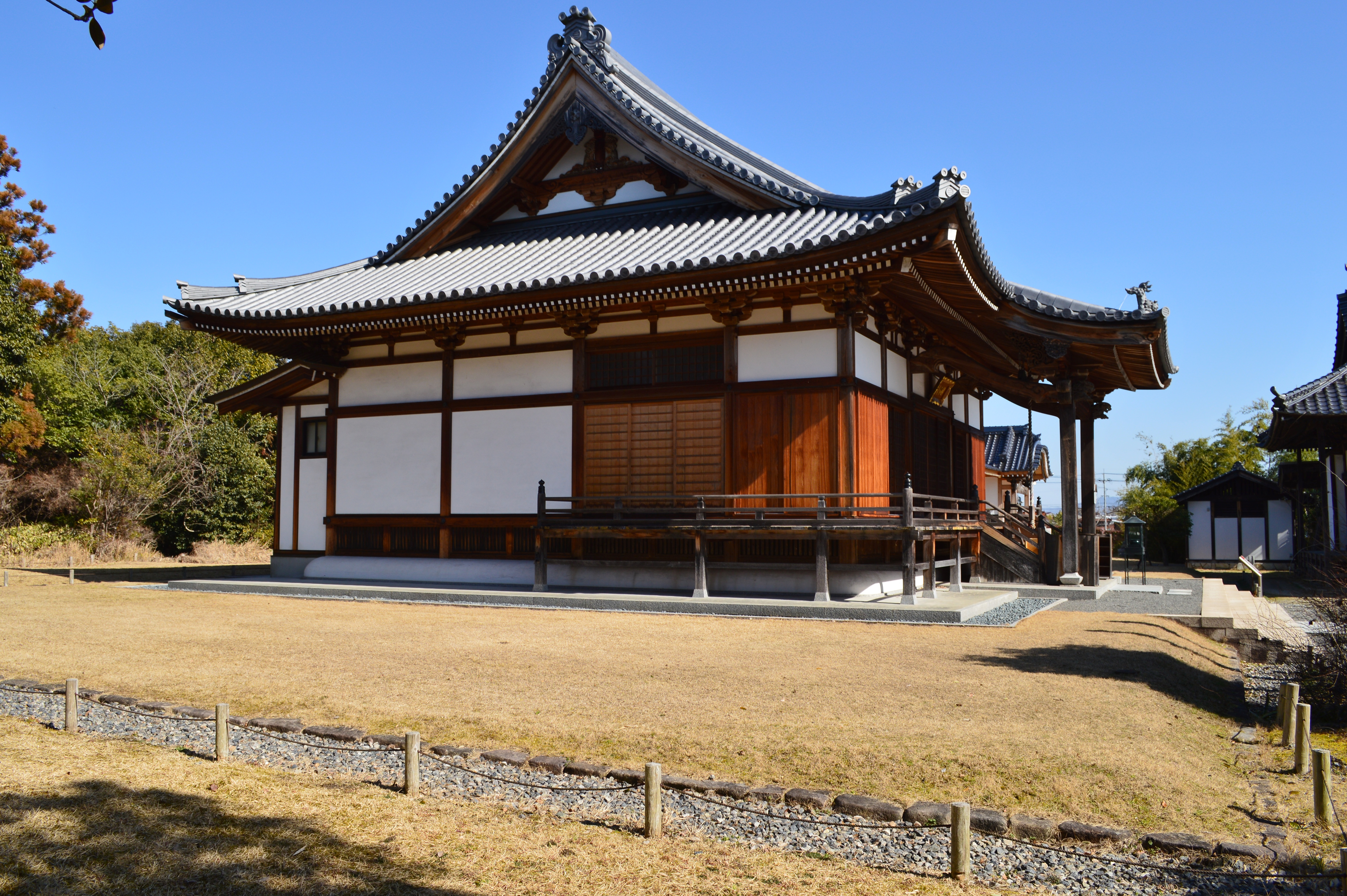
金堂跡基壇上に現国分寺本堂が建つ。

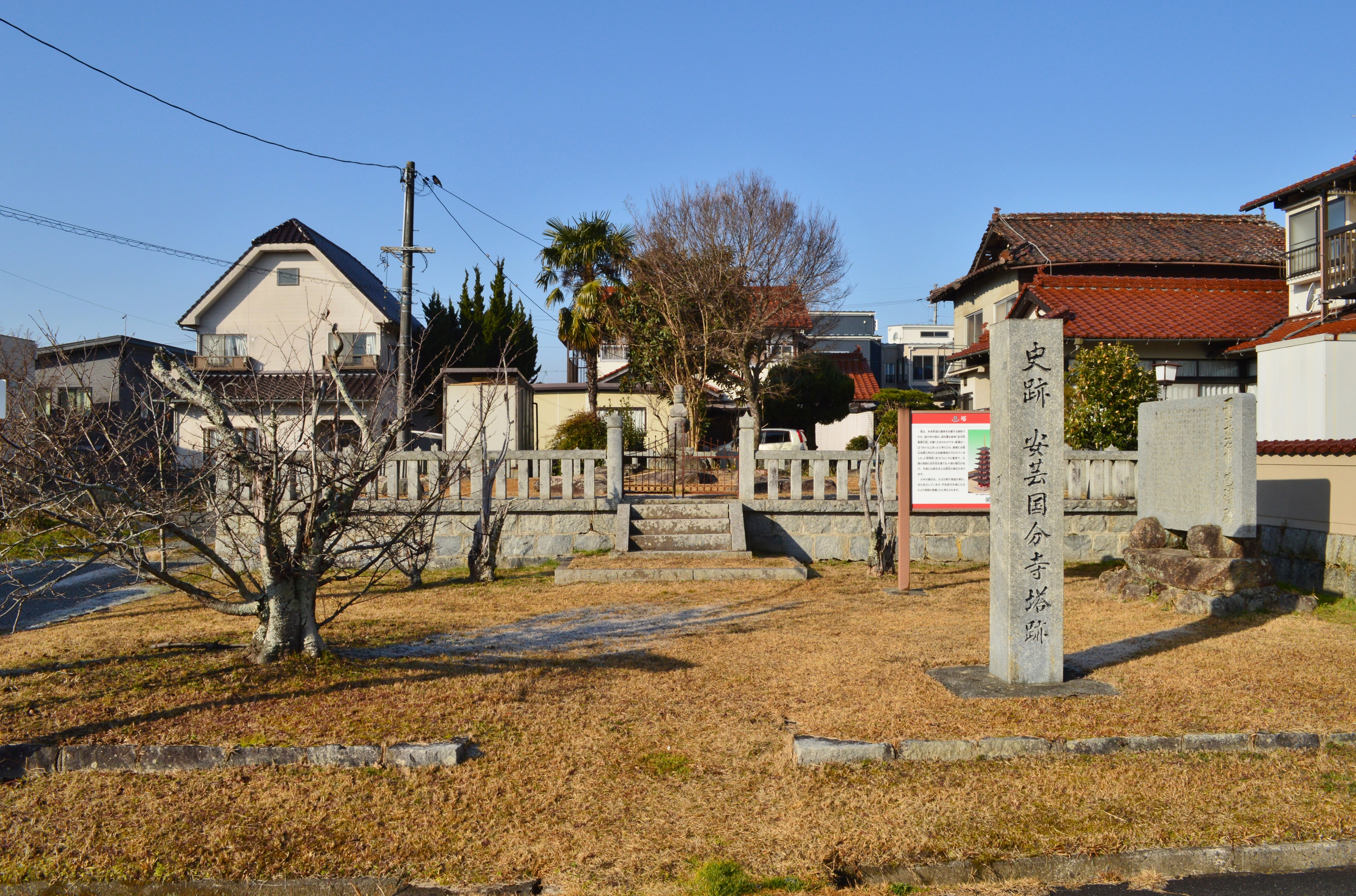
塔跡

僧寺跡の寺域のうち南北は未確定であるが、東西は約255メートルで築地塀をもって区画する。主要伽藍として、寺域の中央に南大門（推定）・中門（推定）・金堂・講堂・僧房が南から一直線に配され、西寄りに塔が配される国分寺式伽藍配置（東大寺式伽藍配置の略型）である。また寺域の東部には、北側に国師院（のち講師院）、南側に大衆院が存在した。遺構の詳細は次の通り。
金堂
本尊を祀る建物。現在の本堂と重複する。基壇は東西約33メートル・南北約22メートル・高さ約1メートルであるが、数回の本堂建て替えのため大きく削平を受けている。基壇化粧は乱石積で、基壇周囲には雨落溝が巡る。基壇上建物は正面七間・奥行四間、寄棟造で、屋根は本瓦葺と推測される。
塔
経典（金光明最勝王経）を納めた塔（国分寺以外の場合は釈迦の遺骨（舎利）を納めた）。発掘調査以前は聖武天皇の歯塚と伝承された。基壇は掘込地業で、一辺16メートル以上。基壇上建物は七重塔と見られ、三間四方で一辺約8.7メートル。基壇上に心礎、心礎周囲の四天柱、四天柱外側の側柱の礎石が遺存する。礎石の大半は火熱で赤化しており、平安時代中頃に火災により西側に倒壊したと推測される。
講堂
経典の講義・教説などを行う建物。金堂の北に位置する。基壇は東西約31メートル・南北約17メートル。基壇化粧は乱石積で、基壇周囲には雨落溝が巡る。基壇上建物は正面七間・奥行四間、入母屋造で、屋根は本瓦葺と推測される。基壇上に礎石が遺存する。
僧房（僧坊）
僧の宿舎。講堂の北に位置する。基壇は東西約55メートル・南北約13メートル。基壇化粧は一部で乱石積と確認されている。基壇上建物は切妻造で、屋根は板葺と推測される。基壇上に礎石が遺存するが、全体は明らかでない。
講堂と僧房の間には渡り廊下として軒廊が認められる。幅約6メートル・長さ約8メートルで基壇上に礎石が遺存する。
回廊
金堂・中門を結ぶ屋根付きの廊下。金堂左右から出て中門左右に取り付くと見られるが、現在までに遺構としては確認されていない。
国師院
国師（奈良時代に都から各国に派遣された僧官）が執務した事務所。寺域東部の北側に位置する。大型建物の周囲に板塀（掘立柱塀）が巡らされ、独立した空間（院）を形成する。大型建物の身舎は桁行七間・梁間二間で、南・北に庇を有し、東西19.6メートル・南北約11.3メートルを測る。僧房と国師院の間には一辺約1.2メートルの木組みの井戸（SE635）があり、「国院」の墨書銘須恵器が出土している。国師の各国における拠点は不明であったが、全国で初めて国分寺の寺域内に国師院が存在したことが明らかとなった例になる。
なお、推定国師院の大型建物の北東約45メートルでは建物群が検出されるとともに、9世紀中頃-10世紀初頭の土器類や「講院」・「講一」・「講院三」・「読」の墨書銘土器が出土しており、国師院から移転設置された講師院の可能性がある（延暦14年（795年）に国師は講師に改称、天長2年（825年）に諸国講読師制度が開始）。
大衆院
修理所や倉などの寺院の宗教活動を支えるための施設群。寺域東部の南側において9世紀-10世紀頃の建物群が検出されており、大衆院の構成建物群と推定される。
築地塀
寺域を区画する塀。西辺・東辺において確認されており、西辺では幅2.5メートルの溝状遺構が、東辺では堰板を固定する添柱跡が検出されている。基底部幅約2メートル・高さ約3メートルと見られ、屋根は板葺で、棟にのみ瓦が使用されたと推測される。西辺・東辺の築地塀の距離は約255メートルを測る。南辺では東西方向に延びる区画溝が確認されており、南辺築地塀の側溝の可能性がある。現在までに北辺の遺構は確認されていないが、南北の規模は東西とほぼ同程度と推測される。
以上のほか、現在の仁王門の下には基壇が確認されており、中門または南大門の存在が推測される。
また寺域からは多量の遺物が出土している。特に寺域東端のゴミ捨て穴である土坑（SK451）からは、天平勝宝2年（750年）銘の木簡のほか、多量の木簡や「安居」・「斎会」の墨書銘須恵器・瓦・土器が出土しており、全国でも数少ない国分寺造営時期の遺物として注目される。
なお国分寺跡の南約5キロメートルの三永水源地北畔の窯跡では、国分寺と同様の瓦が検出されており、この付近が瓦供給窯と推定される。

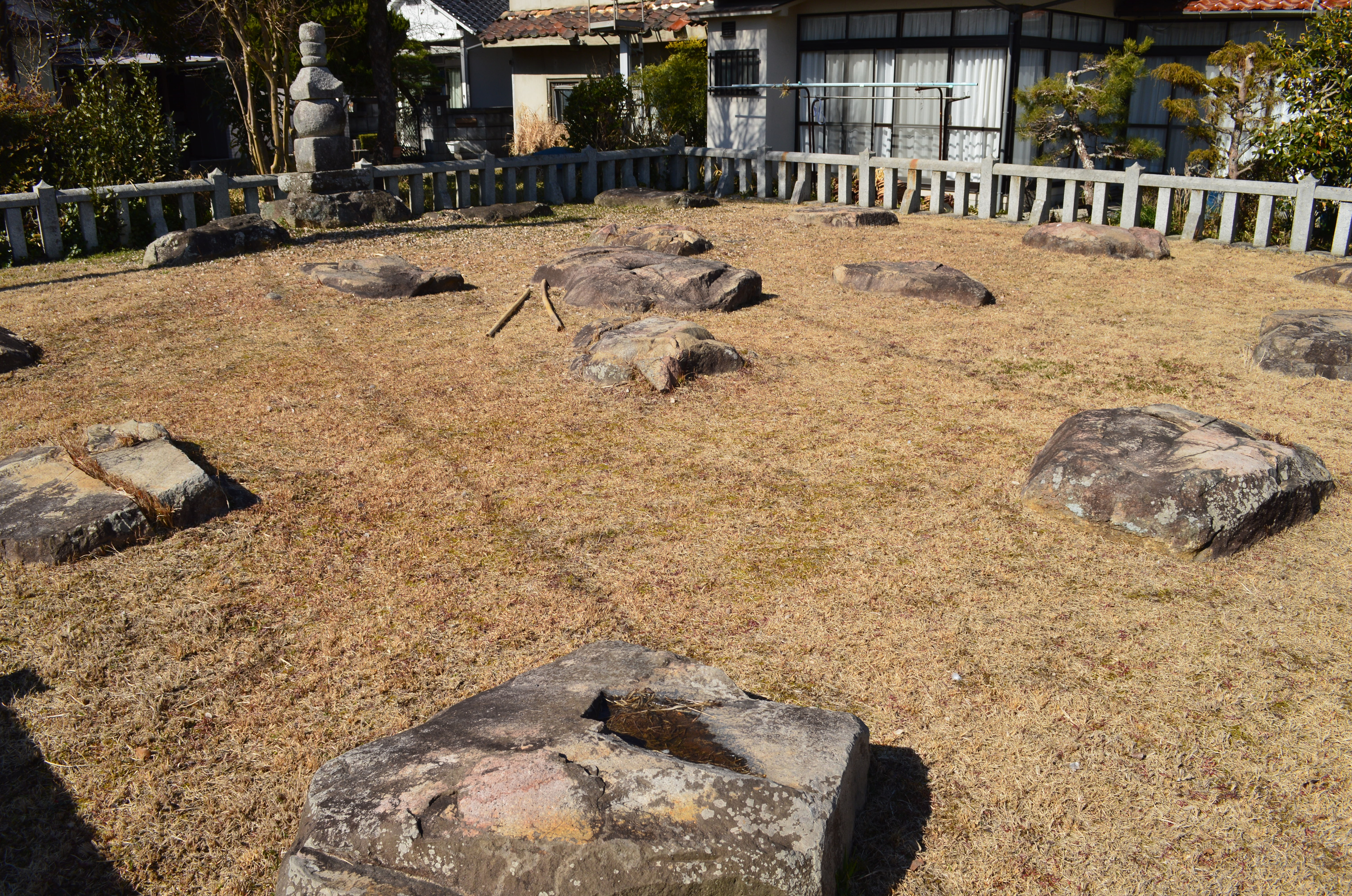
塔礎石
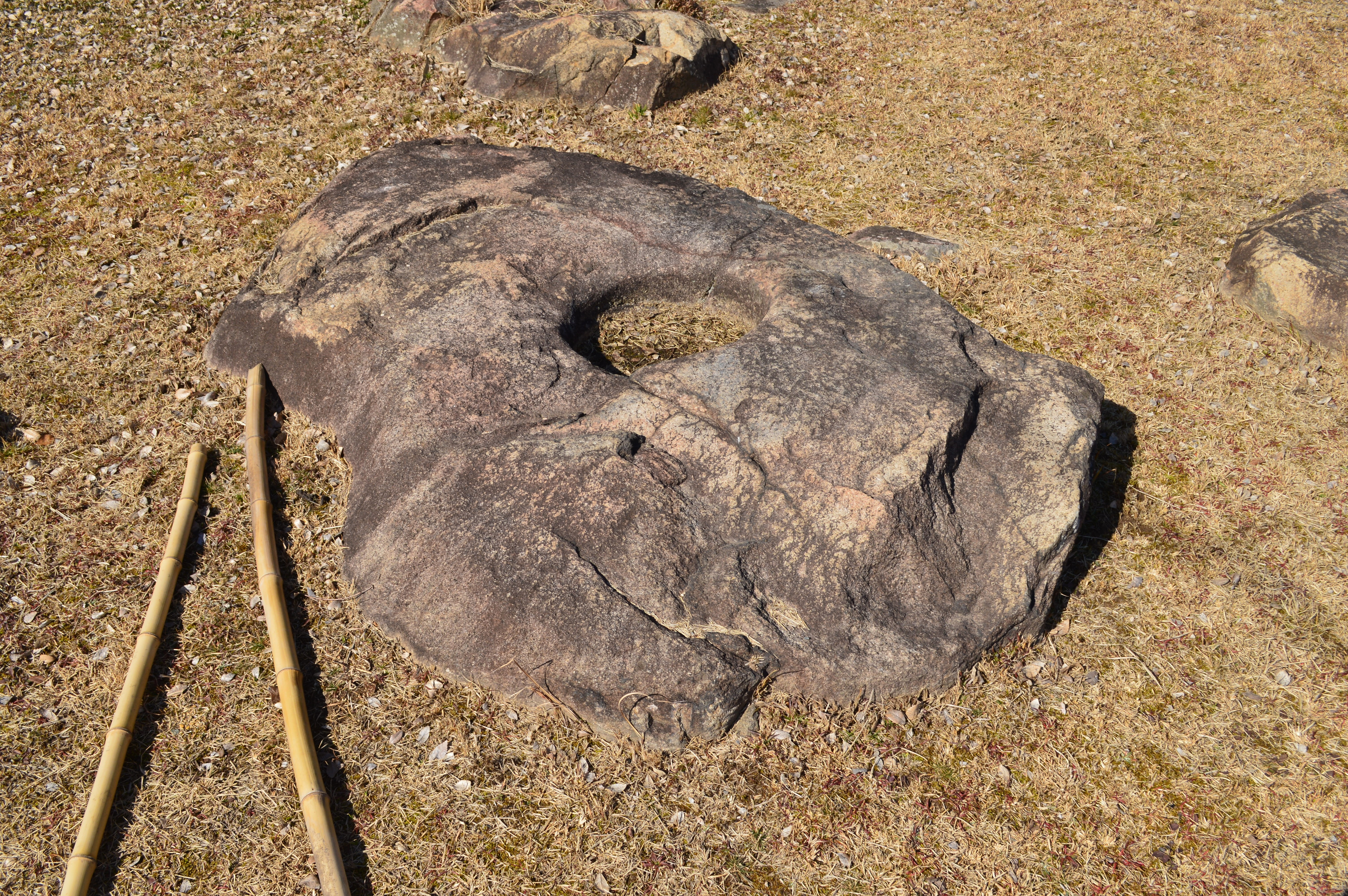
塔心礎
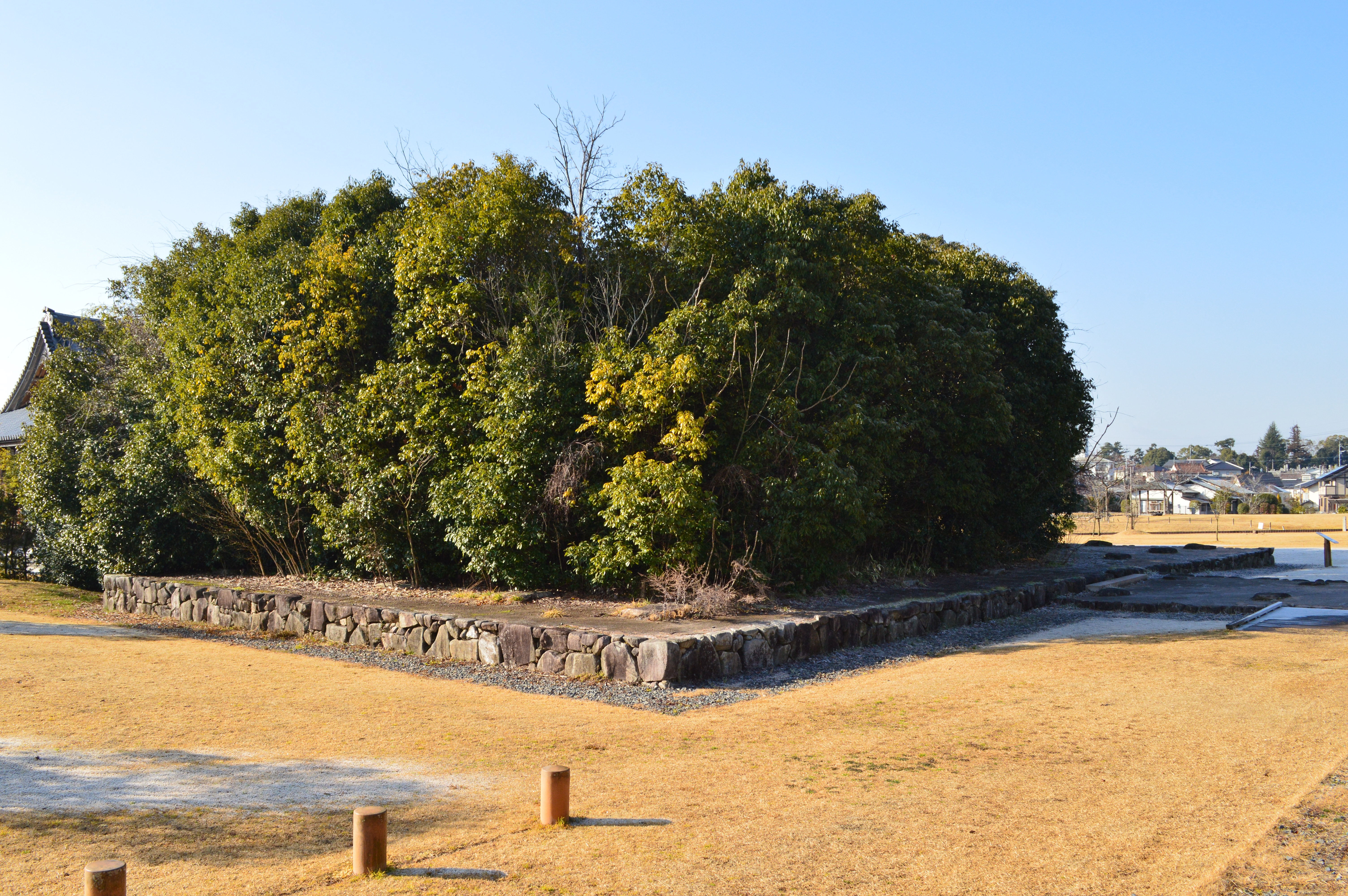
講堂跡 左奥に金堂跡（現国分寺本堂）。
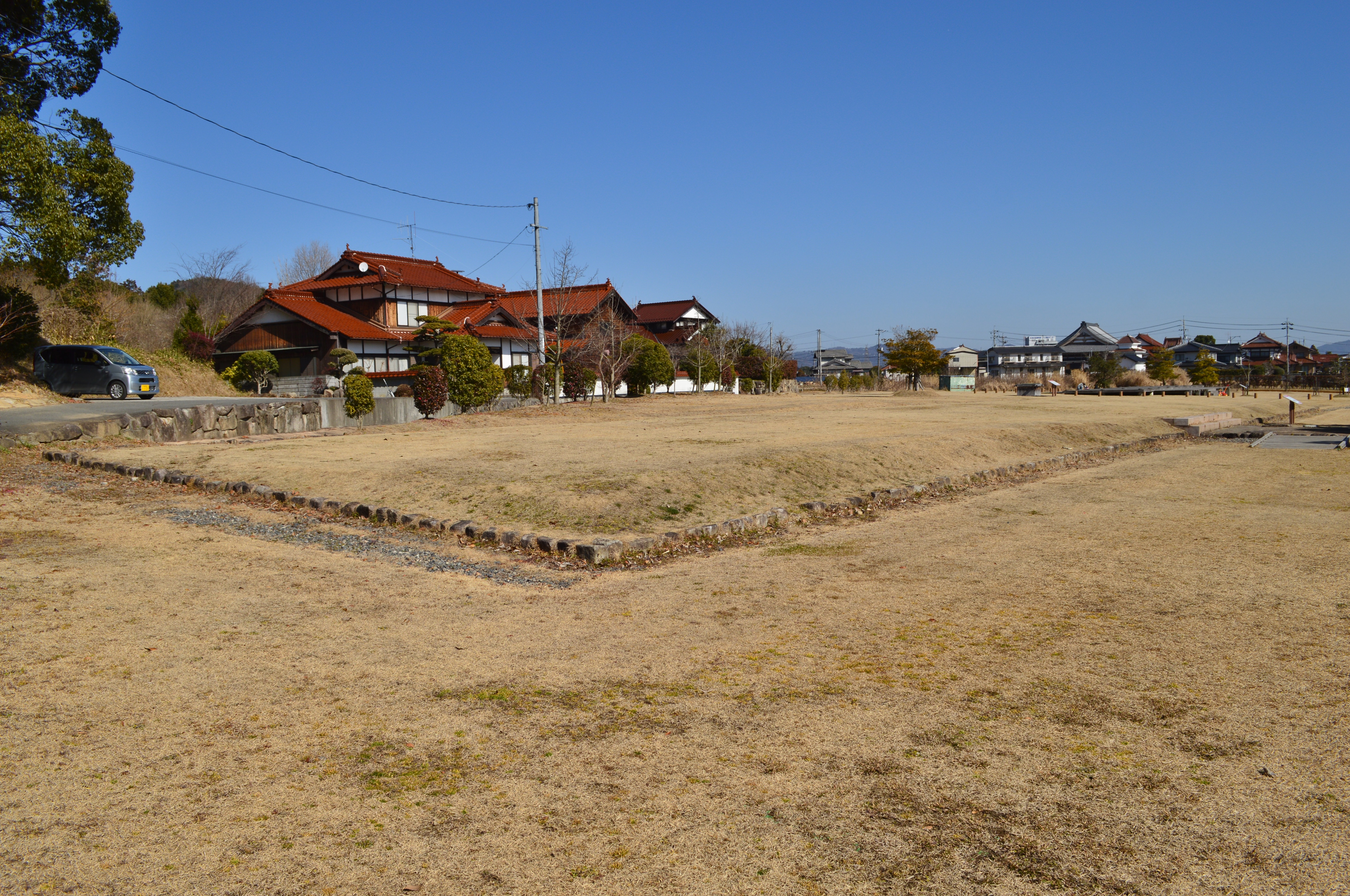
僧房（僧坊）跡
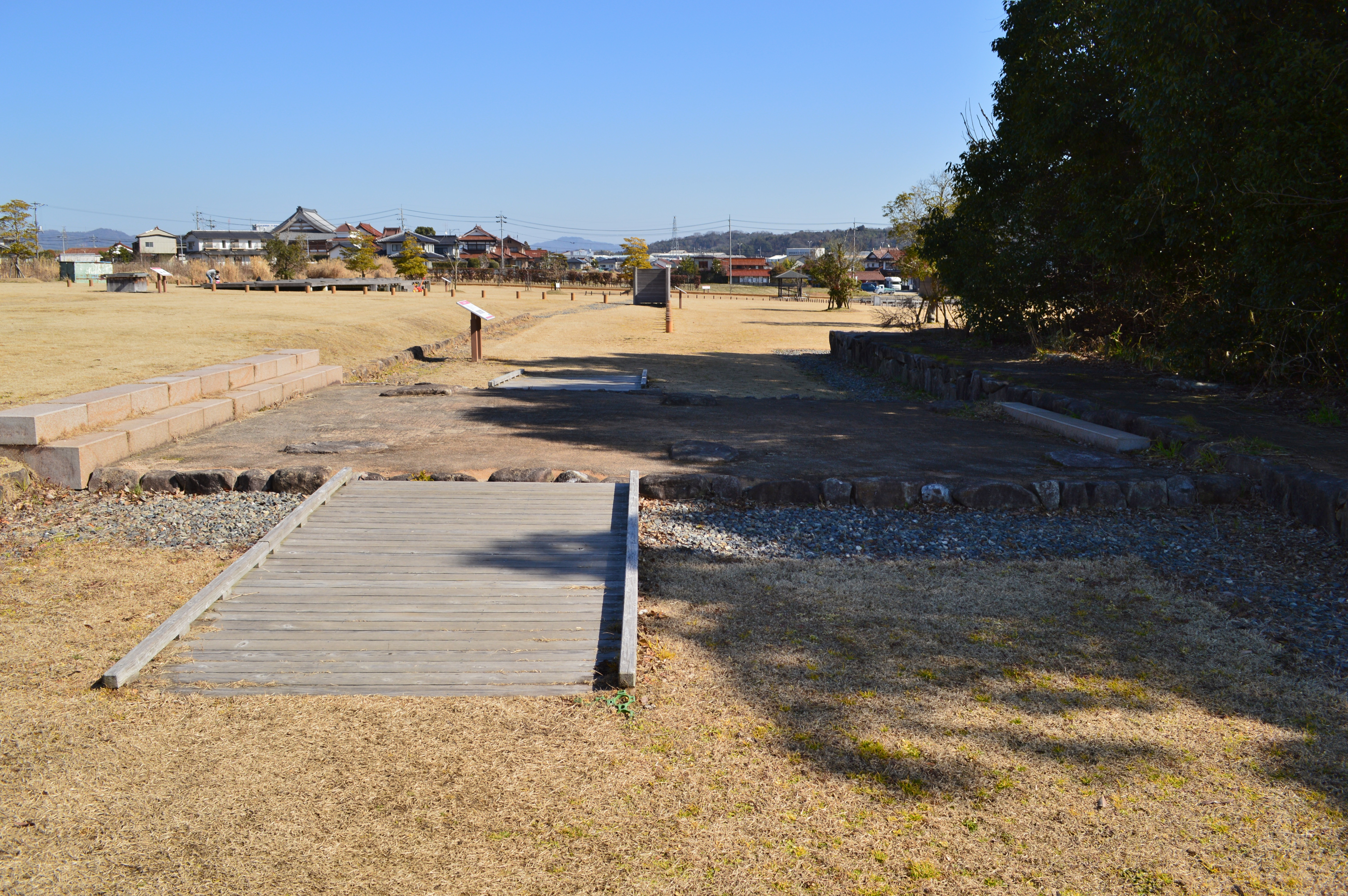
軒廊跡 講堂（右）と僧房（左）をつなぐ。
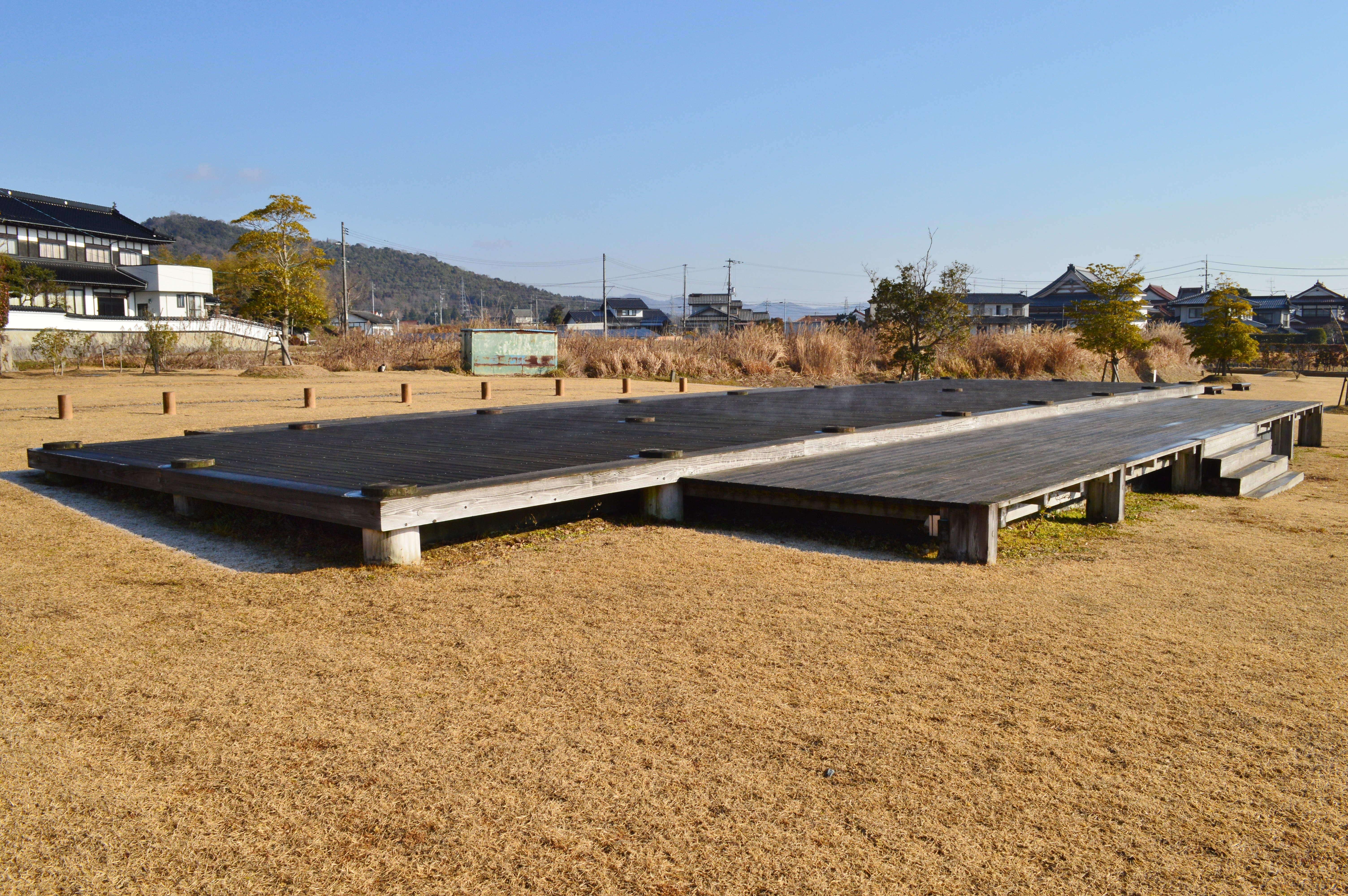
国師院 大型建物跡
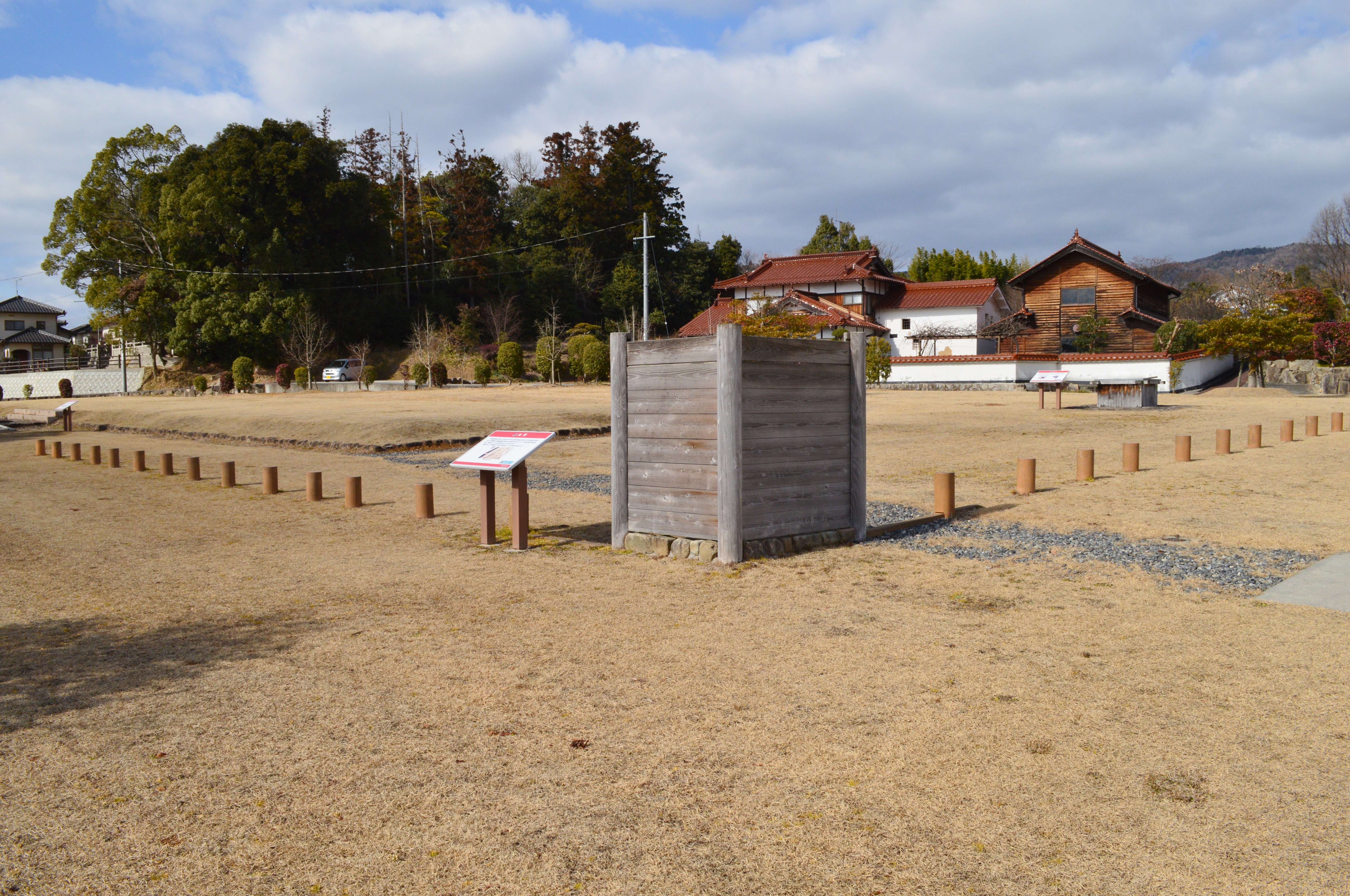
国師院 周囲板塀
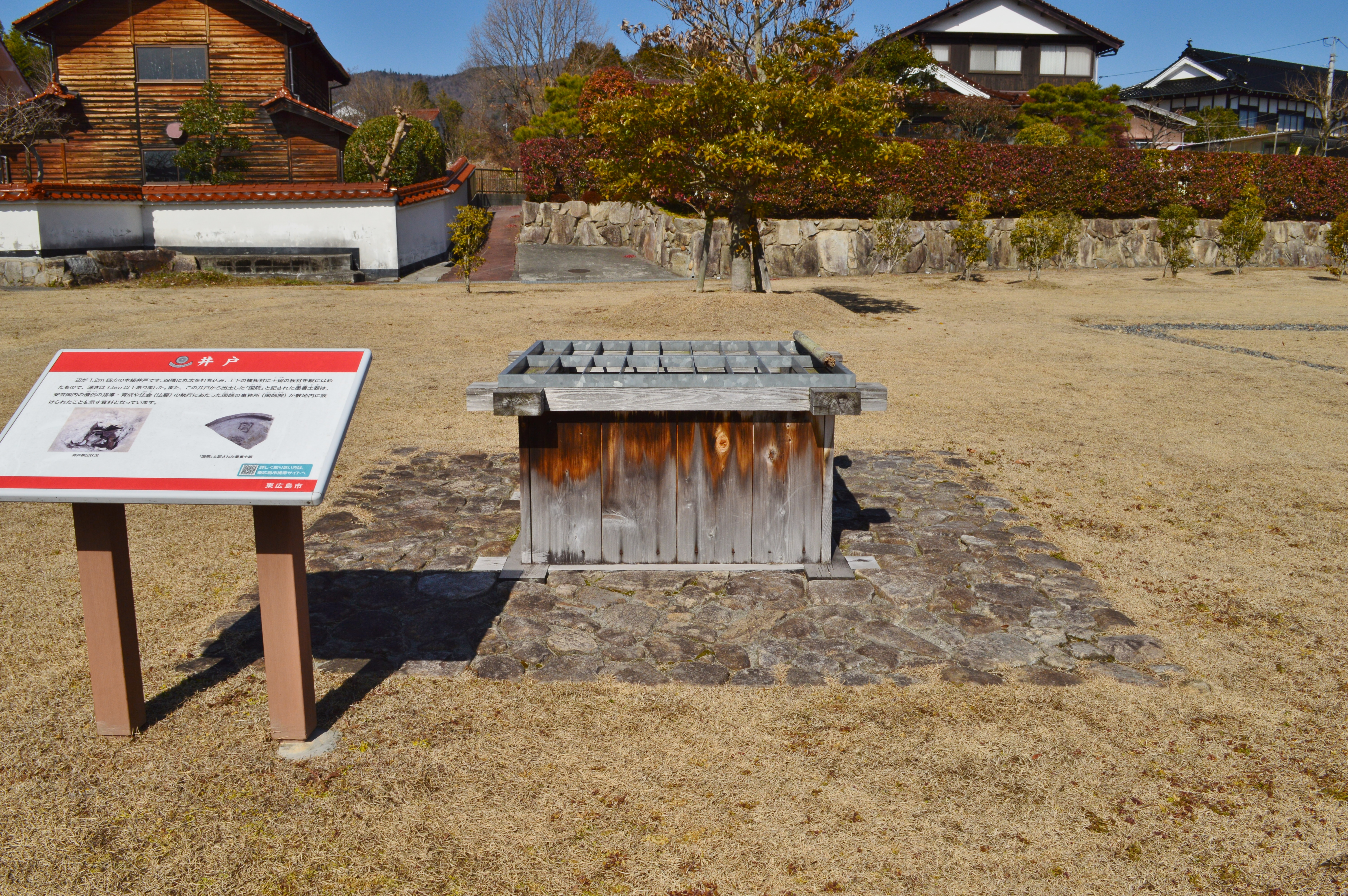
国師院・僧房間の井戸
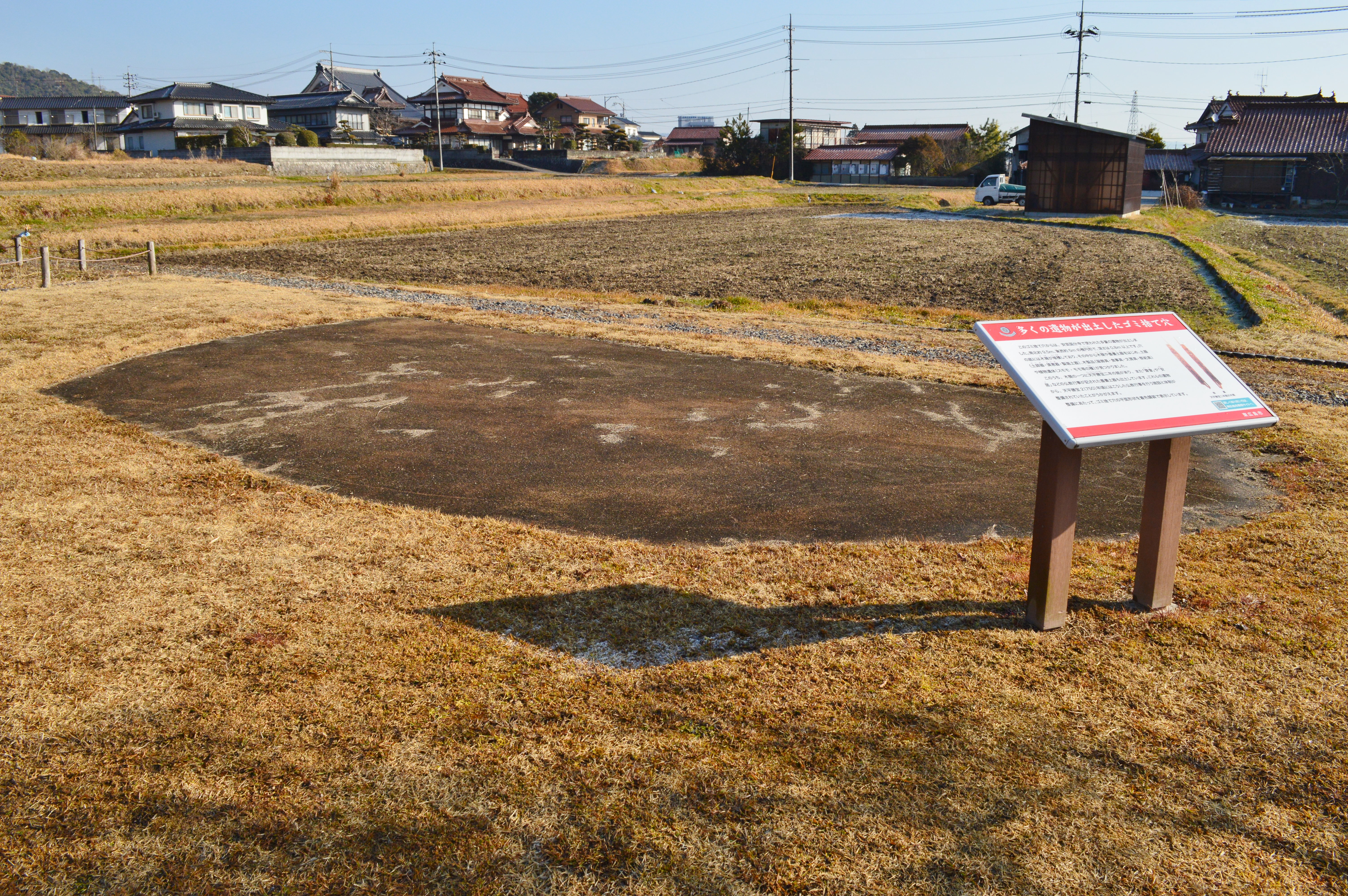
寺域東端の廃棄土坑
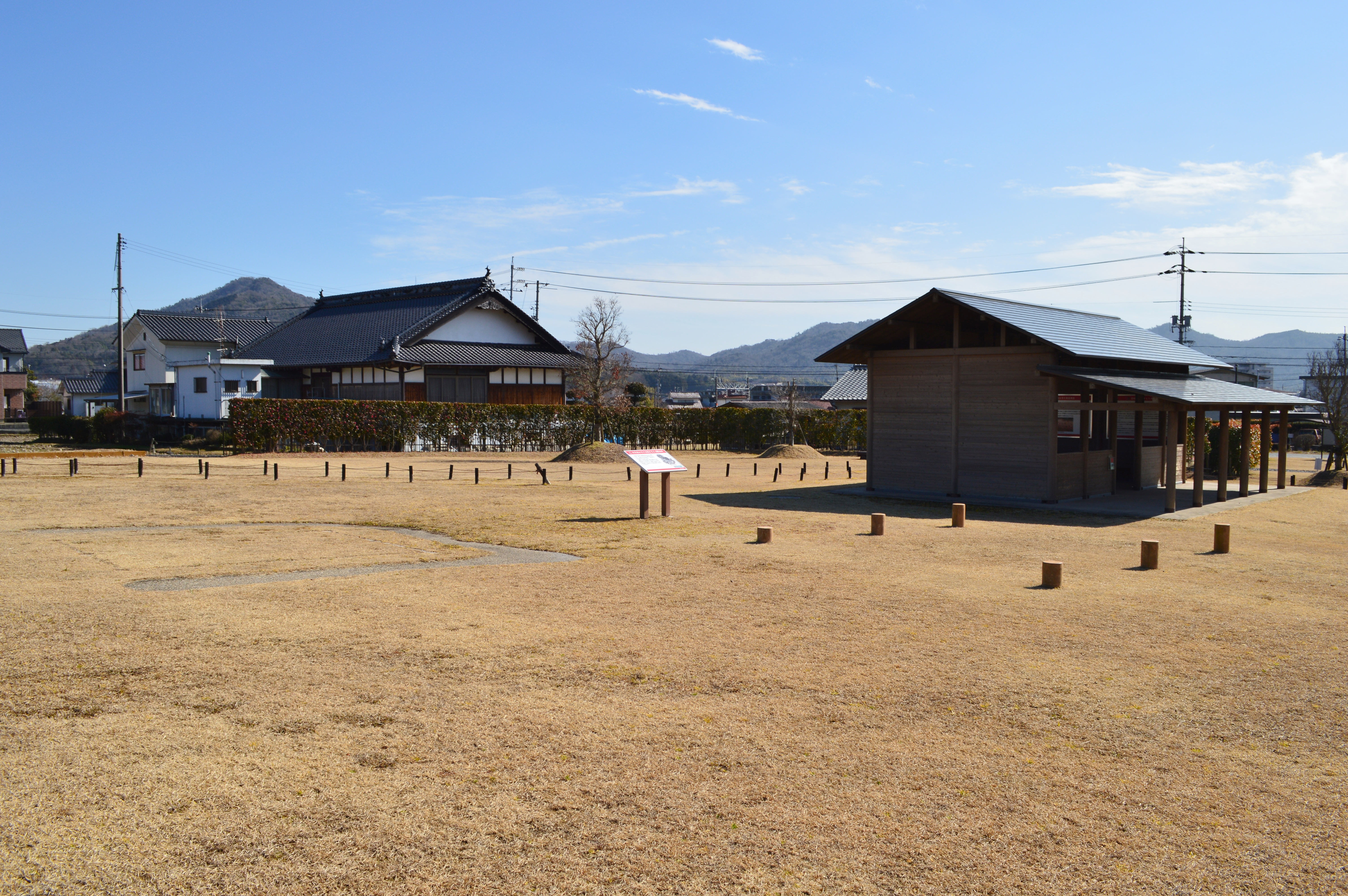
寺域東側南の建物群（推定大衆院）
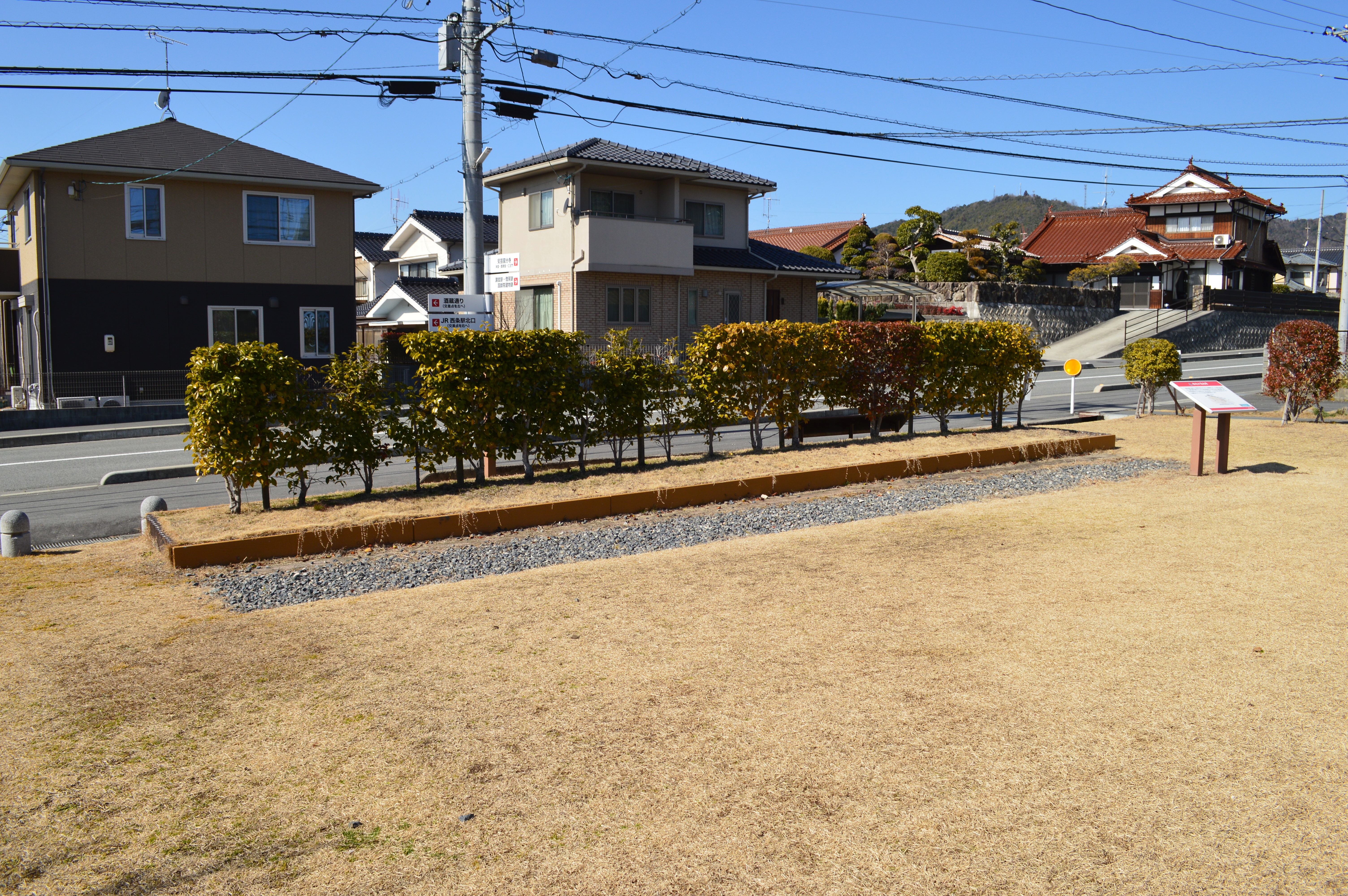
西辺築地塀
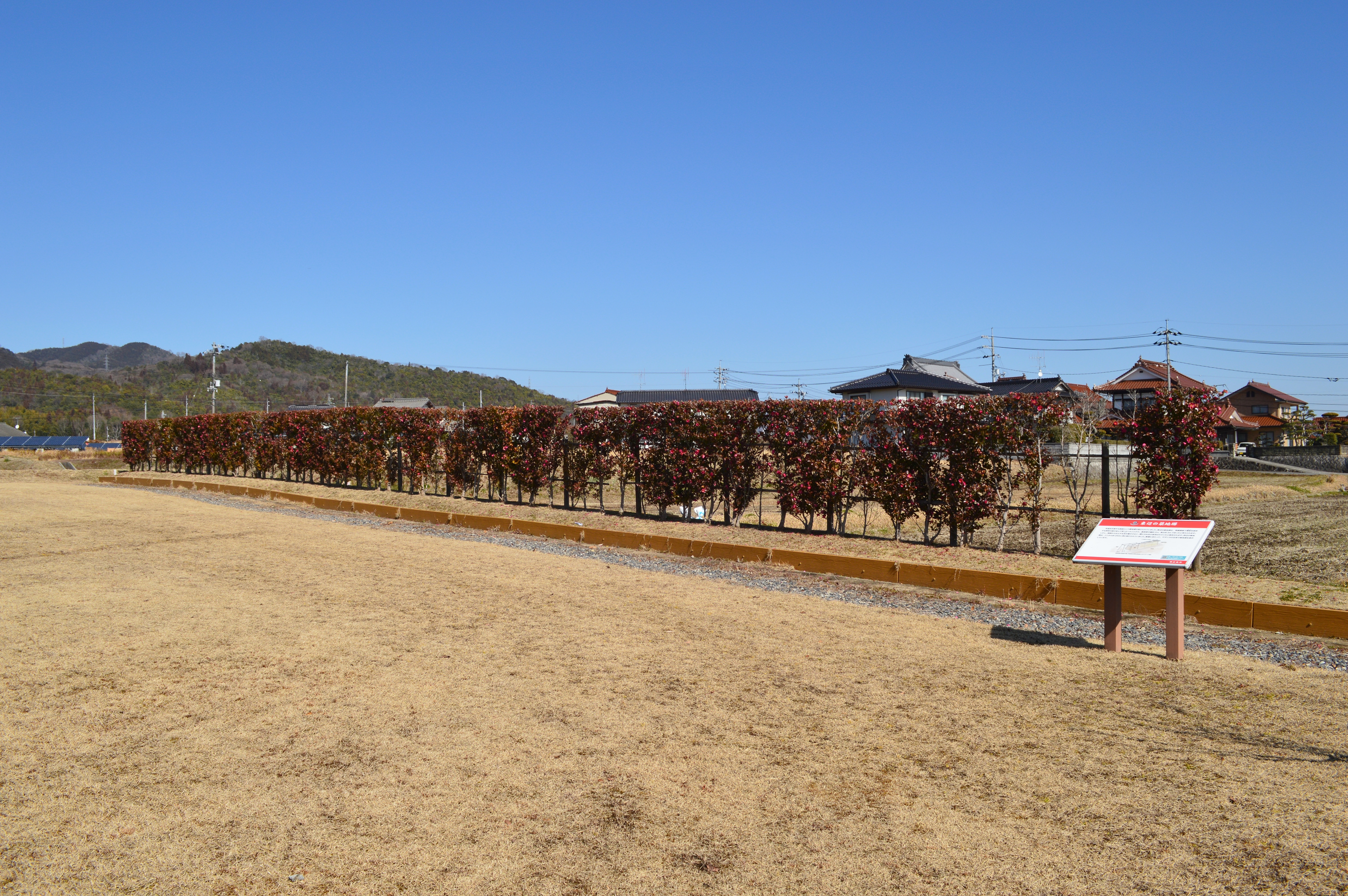
東辺築地塀
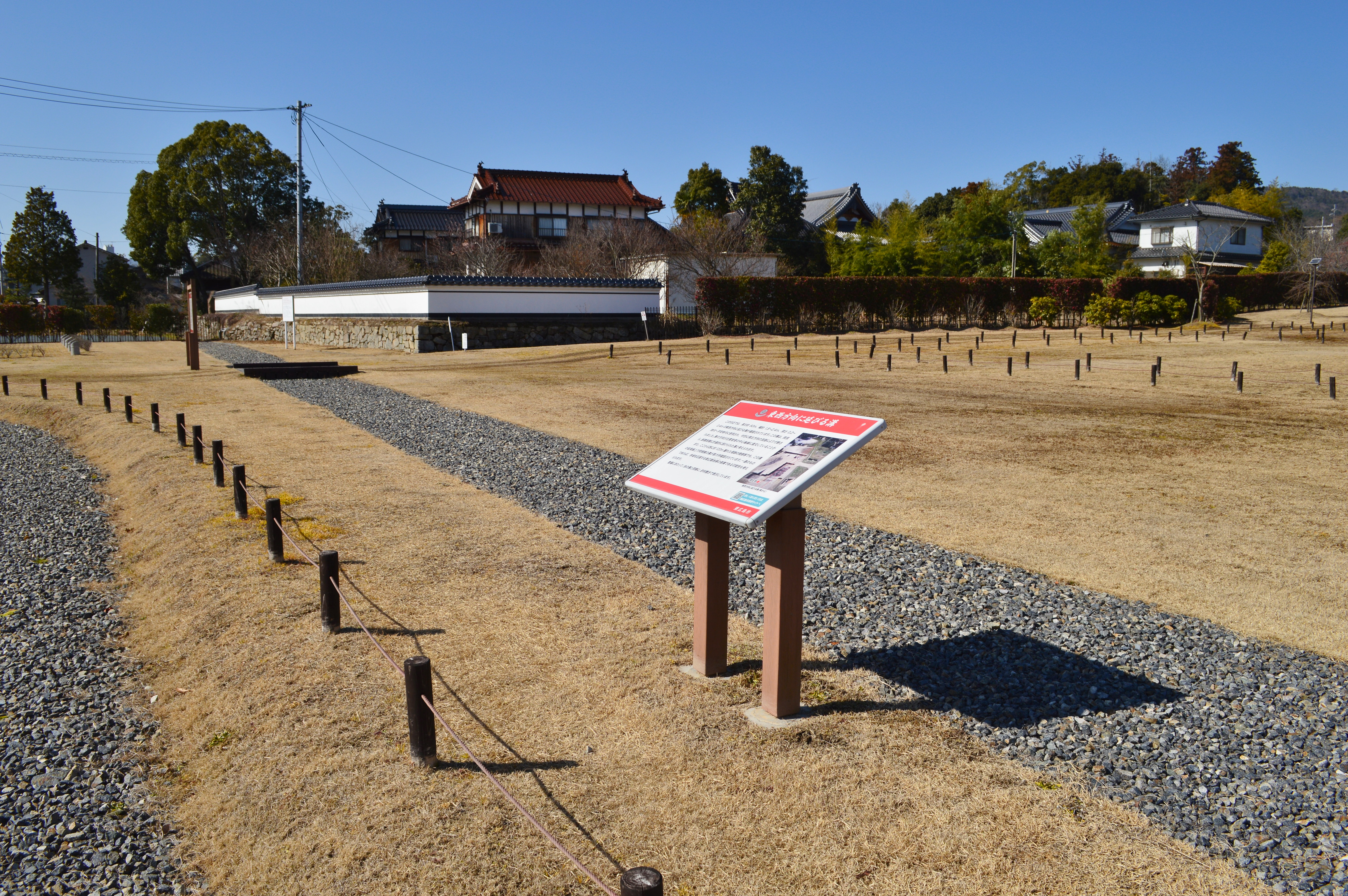
南溝
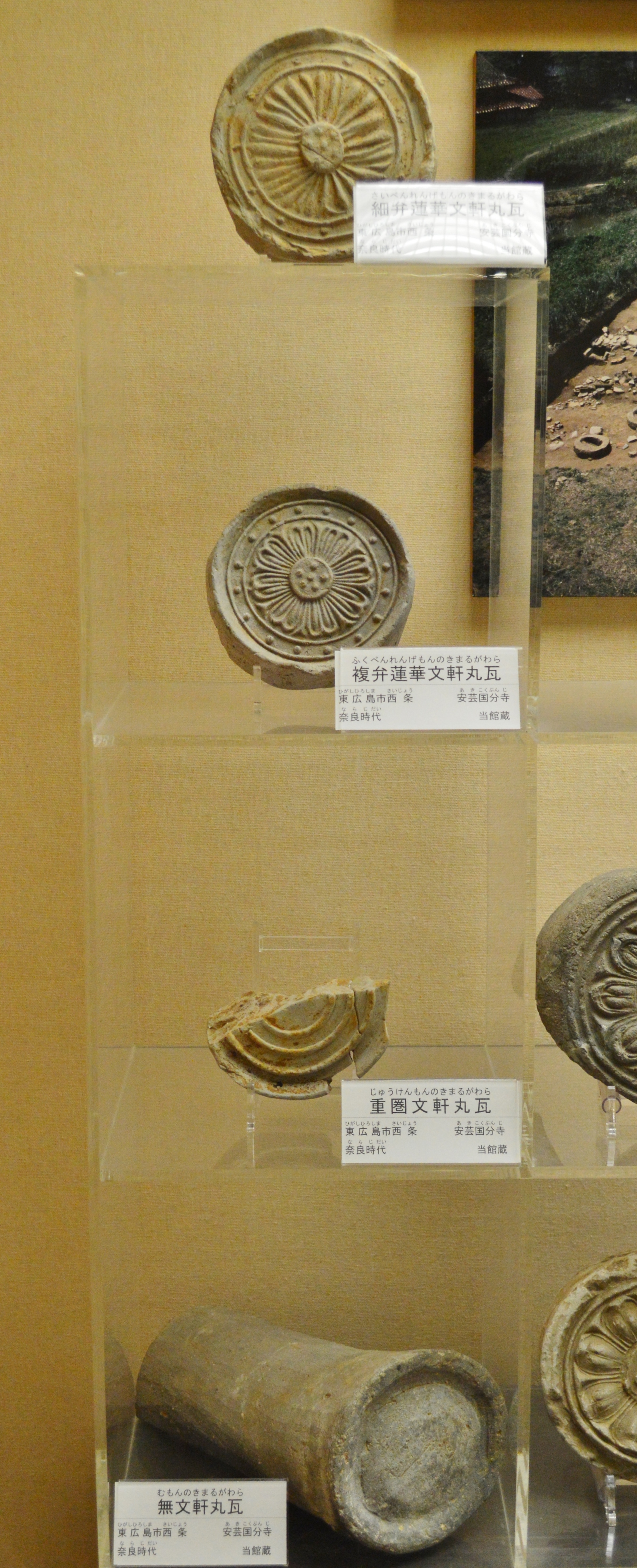
軒丸瓦 広島県立歴史民俗資料館展示。
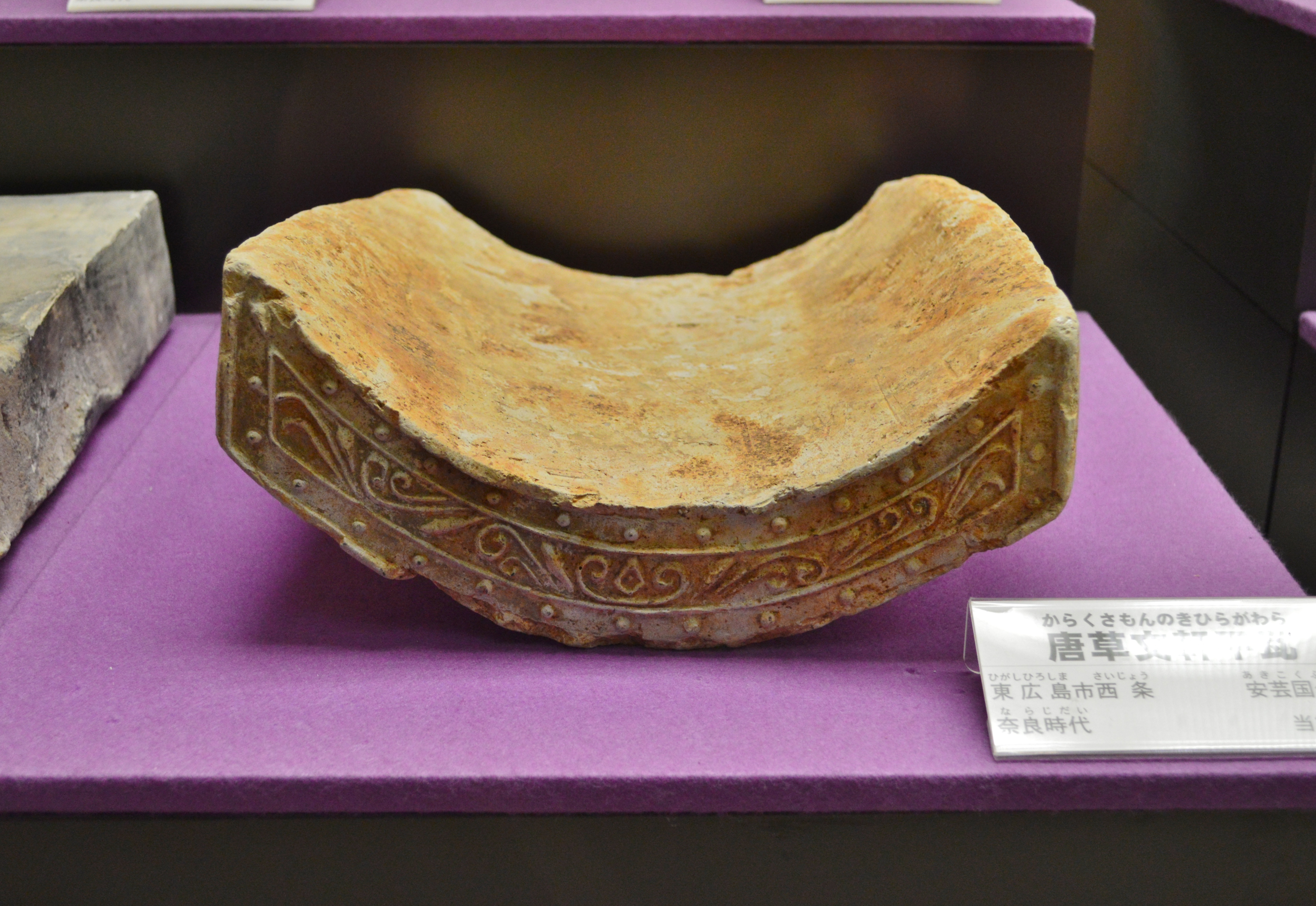
唐草文軒平瓦 広島県立歴史民俗資料館展示。

## 安芸国分尼寺跡
尼寺跡の所在地は詳らかでない。明治初期までは国分寺の東約600メートルに小堂があり、「ニンジン（尼寺）堂」と称されていたことから国分尼寺跡と伝えられていた。また『国郡志下調書出帳』では、「尼寺ノ堂 本尊薬師如来、行基作」の記載が見える。
1977-1979年度（昭和52-54年度）には国分寺の東の国分尼寺推定地で広島県教育委員会による確認調査が実施されているが、国分尼寺の存在を決定づけるには至っていない。

## 文化財

### 重要文化財（国指定）
- 広島県安芸国分寺跡土坑出土品（考古資料） - 2023年（令和5年）6月27日指定[9]。
  - 木簡 82点
  - 墨書土器 42点
  - 土器 78点
  - 木器・木製品 50点

### 国の史跡
- 安芸国分寺跡
1936年（昭和11年）9月3日、「安芸国分寺塔跡」の名称で指定[6]。
1977年（昭和52年）6月29日、史跡範囲の追加指定および指定名称を「安芸国分寺跡」に変更[6]。
2002年（平成14年）3月19日、史跡範囲の追加指定（指定面積30,861.69平方メートル[10]）[6]。

### 広島県指定文化財
- 重要文化財（有形文化財）
  - 木造薬師如来坐像（彫刻）
薬師堂内安置。平安時代の作。ヒノキ材、寄木造。像高127センチメートル。度重なる火災に遭っているため、表面は著しく炭化している。明和5年（1768年）に解体修理が実施され、2006年（平成18年）にも解体修理が実施された。1985年（昭和60年）3月14日指定[11][12]。

### 東広島市指定文化財
- 重要文化財（有形文化財）
  - 國分寺護摩堂（建造物）
江戸時代の建立。1999年（平成11年）2月18日指定[12]。
  - 國分寺仁王門（附 祈祷札22枚）（建造物）
室町時代、16世紀中頃の建立。1999年（平成11年）2月18日指定[12]。
  - 薬師如来坐像（彫刻）
本尊。本堂の厨子内安置。宝暦9年（1759年）に頭部を残して焼失したため、宝暦10年（1760年）に山口伊織豊房により胴体が制作された。頭部には平安時代前期の作風が認められる。現在では33年に一度開帳される。また厨子内の両脇には日光・月光菩薩立像が安置される。1978年（昭和53年）11月15日指定[12]。

## 現地情報
所在地
- 現国分寺：広島県東広島市西条町吉行2064（字伽藍）
- 古代国分寺跡：広島県東広島市西条町吉行（安芸国分寺歴史公園内）

交通アクセス
- 鉄道：西日本旅客鉄道（JR西日本）山陽本線 西条駅（徒歩約10分）
- 車：山陽自動車道 西条インターチェンジから約2分

関連施設
- みよし風土記の丘ミュージアム（広島県立歴史民俗資料館）（三次市小田幸町） - 安芸国分寺の出土品等を展示。

## 関連文献
（記事執筆に使用していない関連文献）
- 安芸国分寺跡調査報告書
  - 『安芸国分寺跡 -第1次調査概報-』広島県教育委員会、1970年。
  - 『安芸国分寺跡 -第2次調査概報-』広島県教育委員会、1971年。 - リンクは奈良文化財研究所「全国遺跡報告総覧」。
  - 「安芸国分寺遺跡発掘調査報告書」『埋蔵文化財調査報告書』東広島市教育委員会、1987年。
  - 『西条町吉行 安芸国分寺東方遺跡発掘調査報告書（文化財センター調査報告書 第12冊）』東広島市教育文化振興事業団文化財センター、1997年。
  - 『史跡安芸国分寺跡整備基本計画』東広島市、1999年。
  - 『西条町吉行 史跡安芸国分寺跡発掘調査報告書（文化財センター調査報告書 第21冊）』東広島市教育文化振興事業団文化財センター、1999年。
  - 『西条町吉行 史跡安芸国分寺跡発掘調査報告書II -第8次調査及び第5・7次調査の記録-（文化財センター調査報告書 第26冊）』東広島市教育文化振興事業団文化財センター、2000年。
  - 『西条町吉行 史跡安芸国分寺跡発掘調査報告書III -第9次～第11次調査の記録-（文化財センター調査報告書 第30冊）』東広島市教育文化振興事業団文化財センター、2001年。
  - 『西条町吉行 史跡安芸国分寺跡発掘調査報告書IV -第12次・第13次調査の記録-（文化財センター調査報告書 第36冊）』東広島市教育文化振興事業団文化財センター、2002年。
  - 『西条町吉行 史跡安芸国分寺跡発掘調査報告書V -第14次～第16次調査の記録-（文化財センター調査報告書 第39冊）』東広島市教育文化振興事業団文化財センター、2003年。
  - 『西条町吉行 史跡安芸国分寺跡発掘調査報告書VI -第18次調査（安芸国分寺周辺遺跡）の記録-（文化財センター調査報告書 第41冊）』東広島市教育文化振興事業団文化財センター、2004年。
  - 『西条町吉行 史跡安芸国分寺跡発掘調査報告書VII -第18次～第22次調査の記録-（文化財センター調査報告書 第46冊）』東広島市教育文化振興事業団文化財センター、2005年。
  - 『西条町吉行 史跡安芸国分寺跡発掘調査報告書VIII -第23次～第25次調査の記録-（文化財センター調査報告書 第51冊）』東広島市教育文化振興事業団文化財センター、2006年。
  - 『西条町吉行 史跡安芸国分寺跡発掘調査報告書IX -第26次・第27次調査の記録-（文化財センター調査報告書 第58冊）』東広島市教育文化振興事業団文化財センター、2007年。
- 安芸国分尼寺跡伝承地調査報告書
  - 『安芸国分尼寺跡 -第1次調査概報-』広島県教育委員会、1978年。
  - 『安芸国分尼寺跡 -第2次調査概報-』広島県教育委員会、1979年。- リンクは奈良文化財研究所「全国遺跡報告総覧」。
  - 『安芸国分尼寺跡 -伝承地にかかる第3次調査概報-』広島県教育委員会、1980年。- リンクは奈良文化財研究所「全国遺跡報告総覧」。
- その他
  - 妹尾周三「国分寺の創建瓦と造瓦体制 -安芸国分寺の創建金堂にみる瓦生産と国衙工房-」『日本考古学』第33号、日本考古学協会、2012年、71-93頁。